# Welgelegen (veenborg)
Welgelegen is een veenborg aan oostzijde van Kleinemeer in de Nederlandse gemeente Midden-Groningen. Het ligt aan oostzijde van het Borgercompagniesterdiep en zuidzijde van het Tripscompagniesterdiep.
De veenborg is sinds 1976 in gebruik bij twee loges (mannen en vrouwen) van het genootschap Odd Fellows en vormt sinds 2017 eigendom van stichting Groninger Landschap. Het huis, de bijbehorende tuinaanleg, dienstgebouw, brug en dam, tuinmuur en trappen, erfafscheiding en tuinsieraden zijn aangewezen als rijksmonument.

## Gebouw en tuin
Welgelegen bestaat uit twee langwerpige percelen. Het westelijke perceel is volledig omgracht. Op het noordelijke deel staat het huis en een vrijstaand 18e-eeuws dienstgebouw met een binnenplaats er tussen. Ten zuiden daarvan strekt de bijbehorende tuin zich uit. Het oostelijke perceel was van origine ook omgracht, maar deze grachten zijn later gedempt. Hier stond aan noordzijde het schathuis. Erachter lag in de 18e en begin 19e eeuw een sterrenbos en daarachter een tuin. Tegenwoordig ligt hier alleen nog een stuk weideland dat omzoomd wordt door een singel van bomen en struiken.
Het huis bestaat uit een aan de voorzijde omgracht en volledig onderkelderd en symmetrisch dwarshuis met een schilddak met blauwe geglazuurde dakpannen. Dit huis werd oorspronkelijk gebouwd in 1655 en is in 1736 sterk verbouwd (of volledig herbouwd) tot haar huidige aanzicht. De middenpartij heeft een dwars op het dak geplaatst zadeldak en aan de voor- en achterzijde een klokgevel die beëindigd wordt als halsgevel. Het huis is bereikbaar over een 18e-eeuws bruggetje. Aan weerszijden van de ingang bevinden zich twee smalle zijlichten en verderop aan elke kant vier vensters met kleine ruiten. Deze vensters zijn ook terug te zien in de achtergevel. Op het dak bevinden zich vijf schoorstenen met borden en aan de voorzijde twee dakkapellen met ruiten en driehoekige frontons. Rond 1768 werd aan achterzijde in dezelfde stijl een iets lagere vleugel aangebouwd onder schilddak met twee schoorstenen en twee dakkapellen.
Het interieur bevat onder andere een hal met een trappenhuis en een marmeren gangfontein in Lodewijk XIV-stijl met een knorrenversiering. Ook bevindt zich er een 18de-eeuwse schouw uit de stad Groningen en een klokje uit 1688.
De tuin achter de veenborg stamt in de huidige neobarokke aanleg uit ongeveer 1916. Centraal in de tuin liggen in het verlengde van elkaar twee hippodroomvormige vijvers om de illusie van een grand canal te geven en zo een zichtas over de hele tuin te creëren. Aan de lange zijden van de vijvers bevinden zich kleine trapjes naar het water toe. Tussen beide vijvers ligt een ronde parterre met in het midden een natuurstenen tuinvaas (dekselvaas) in Lodewijk XIV-stijl met aan de onderkant een knorrenlijst, op de kelk strikken en festoenen en een ingezwenkt deksel. Ten zuidwesten van de zuidelijke vijver staat een 18e-eeuwse zandstenen putto in Lodewijk XIV-stijl steunend met de voet op een everzwijn en versierd met onder andere cannelures, rozetten en looffestoenen. De perken liggen om de vijvers heen en zijn omzoomd door buxus. Achter het huis ligt een verhoogd grindterras met op de keermuren twee zandstenen tuinvazen met een knorrenlijst en festoenen met fruit en bloemen die rond 1916 werden gemaakt door een van de Bourgonjons aangezien de oude door de vorige eigenaar naar het buitenland verkocht waren. Tussen het terras en de eerste vijver ligt een rosarium dat middels elkaar kruisende paden en buxushagen gescheiden is in vier vakken en waar in het midden een equatoriale zonnewijzer uit 1634 staat met versieringen waaronder knorren en pendanten van bloemen en fruit. Aan buitenzijde van de gracht ligt aan zuid- en oostzijde een eikenlaan. Voor de veenborg staat een 19e-eeuws hekje van hangende ijzeren kettingen tussen natuurstenen palen op een laag bakstenen muurtje.

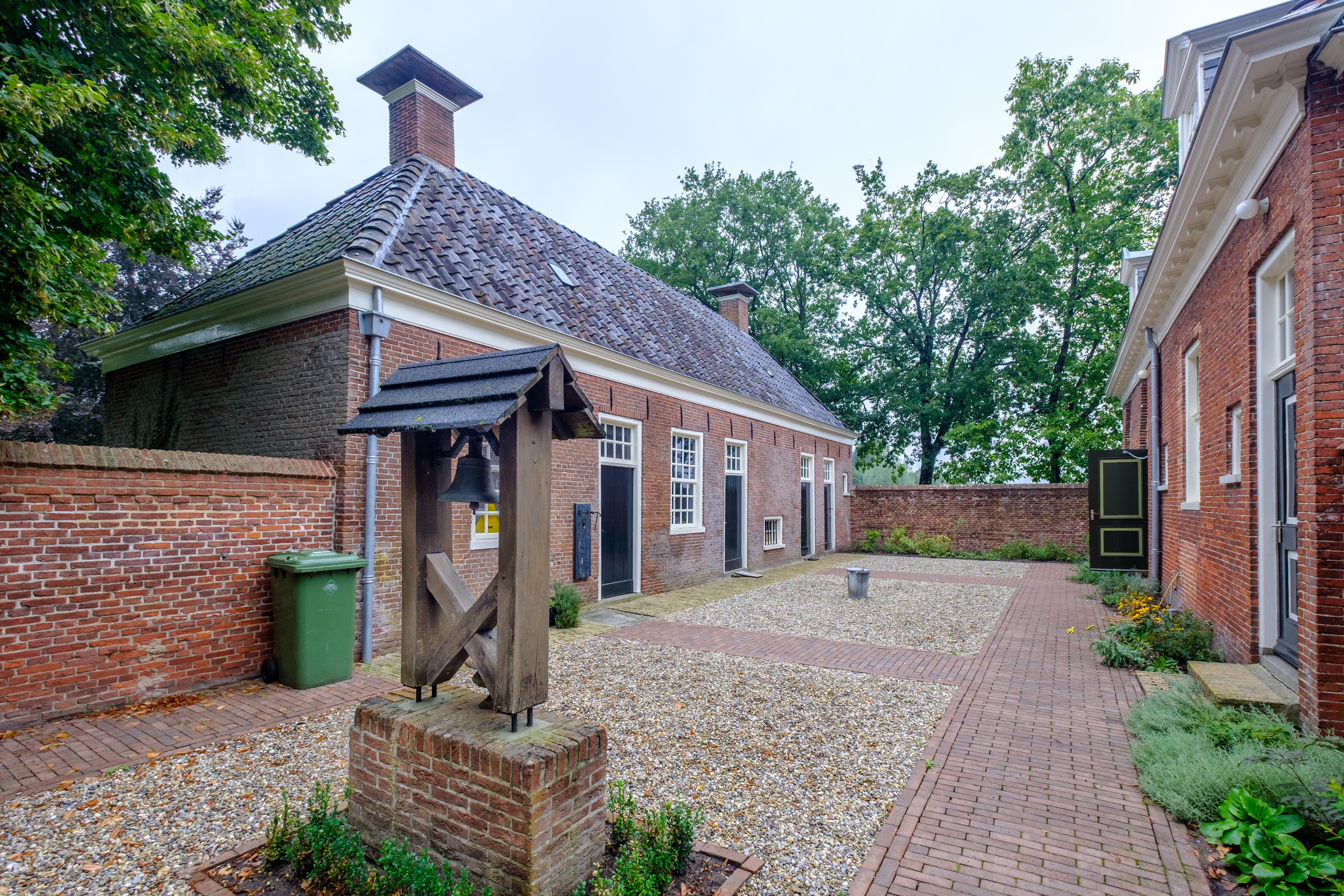
Binnenplaats met bijgebouw
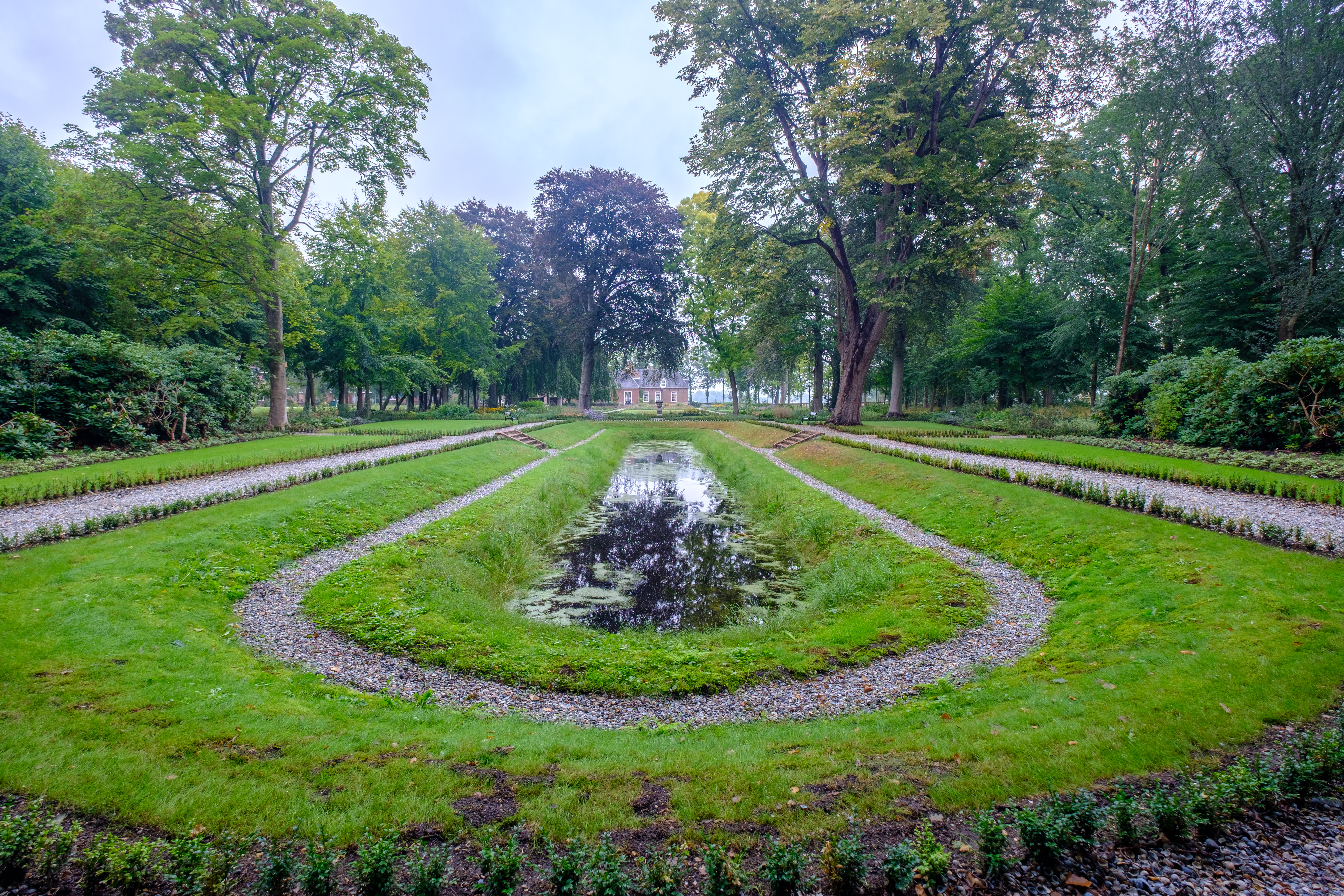
Zichtas van achteruit de tuin
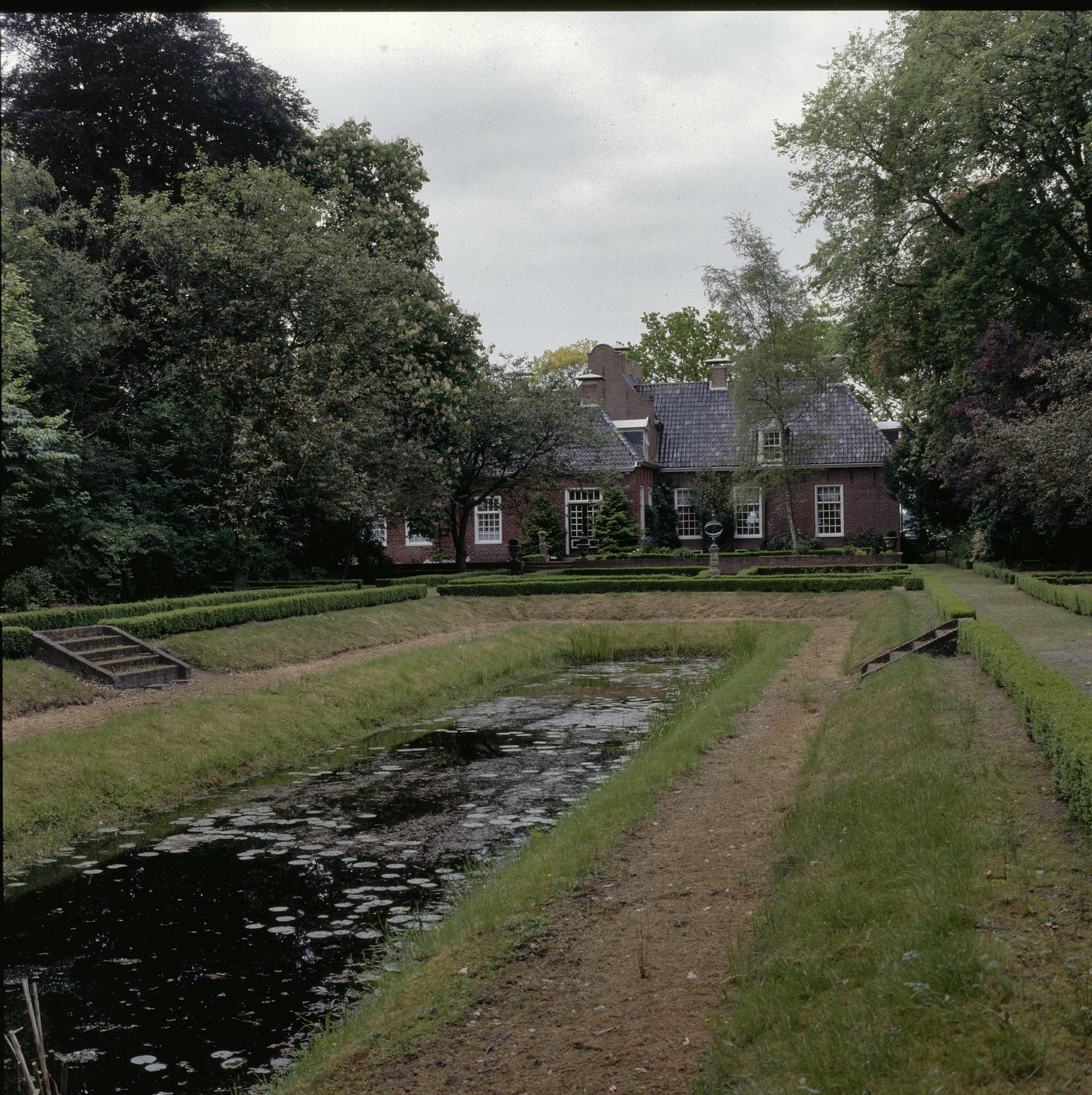
Voorste vijver en rosarium met het huis op de achtergrond
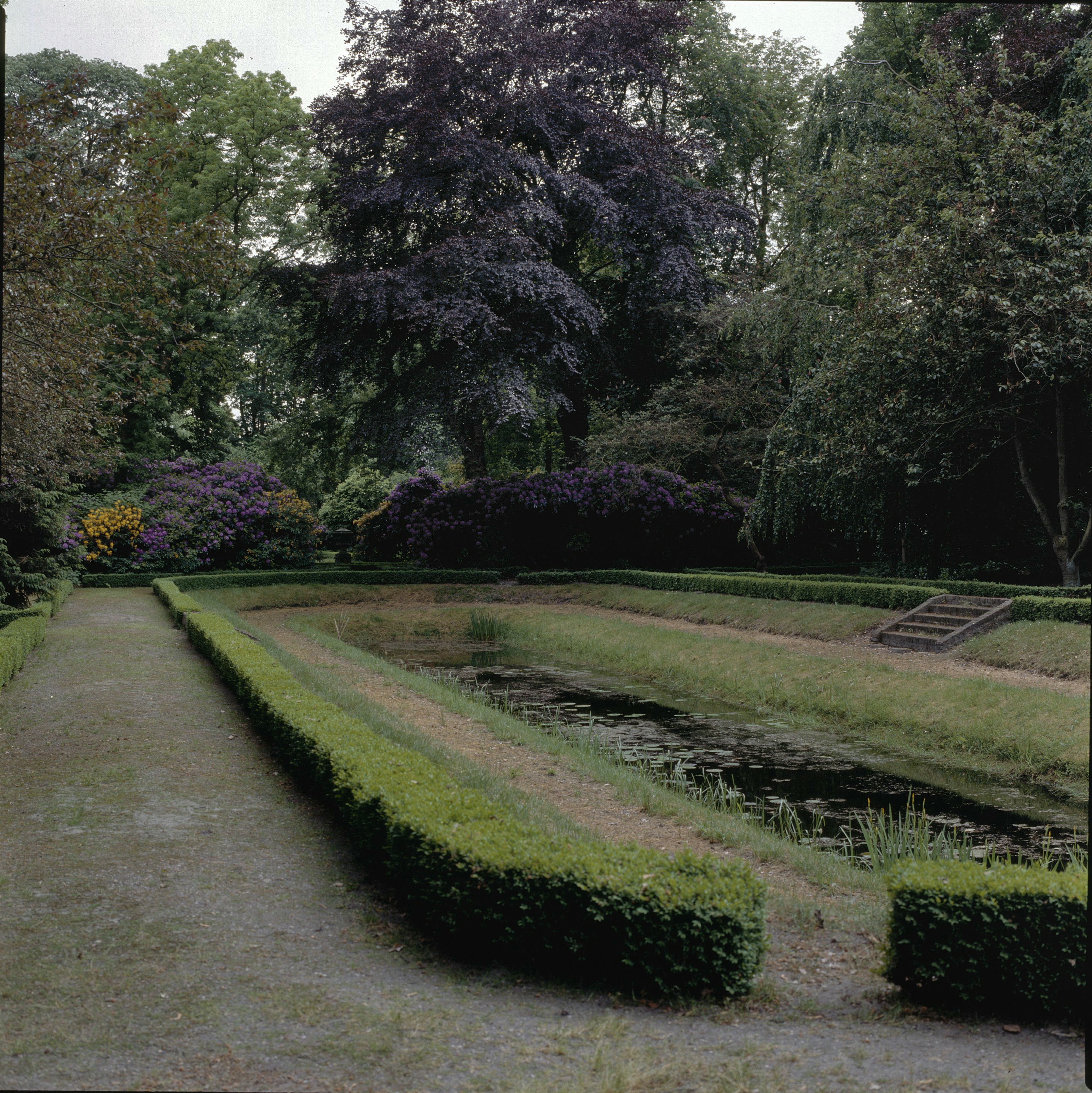
Achterste vijver
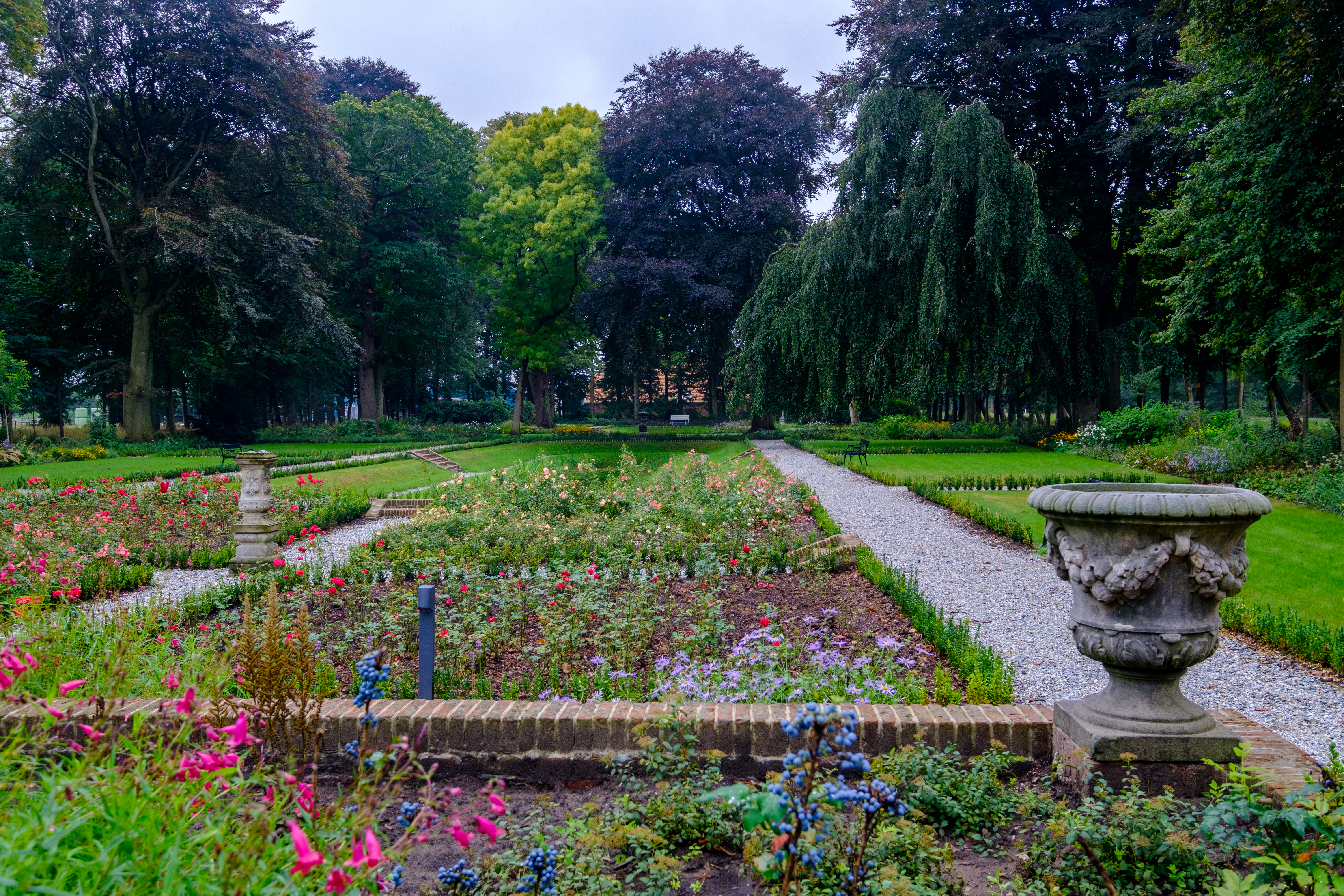
Gezicht op de tuin met een tuinvaas op een van de keermuren rond het terras
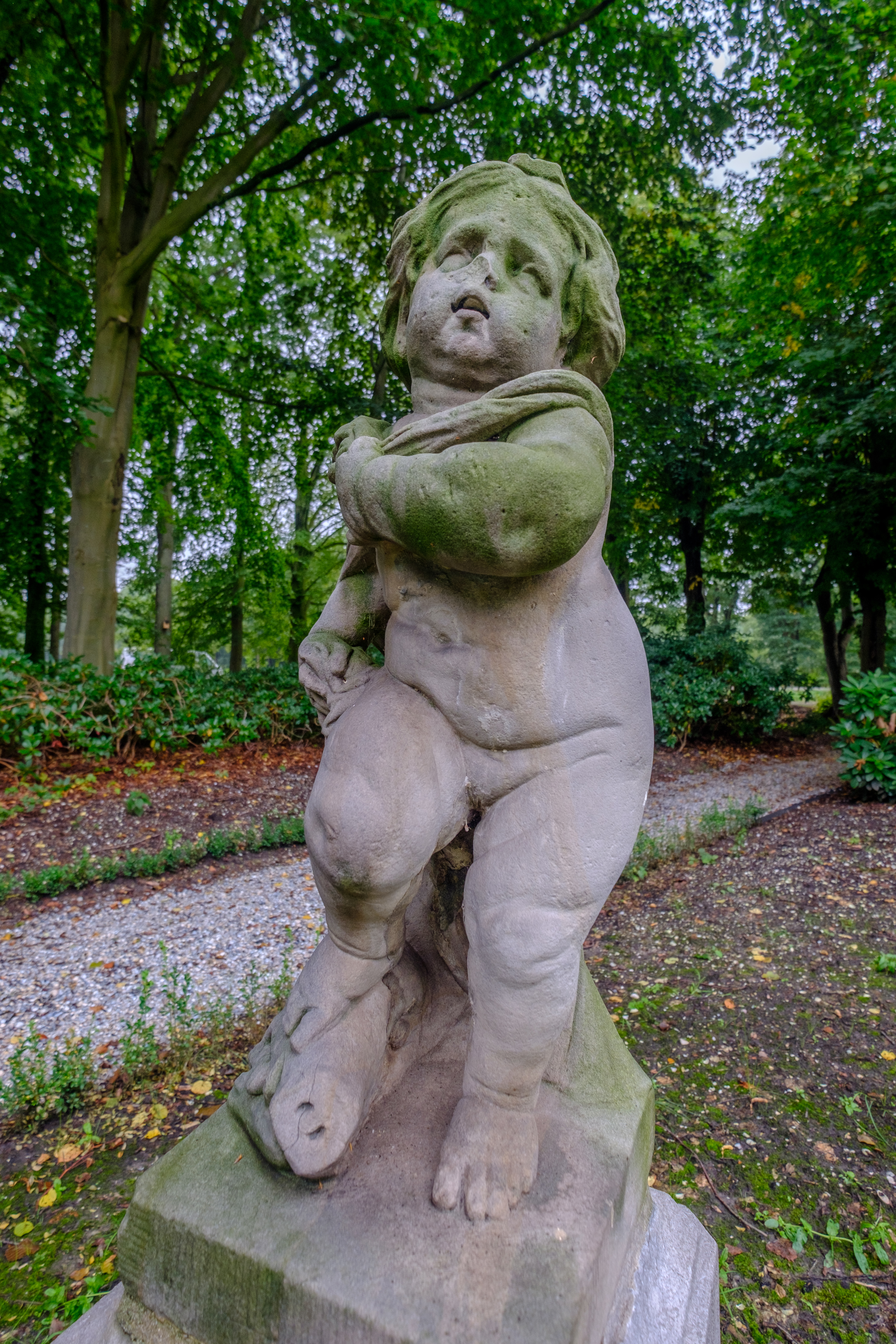
Putto
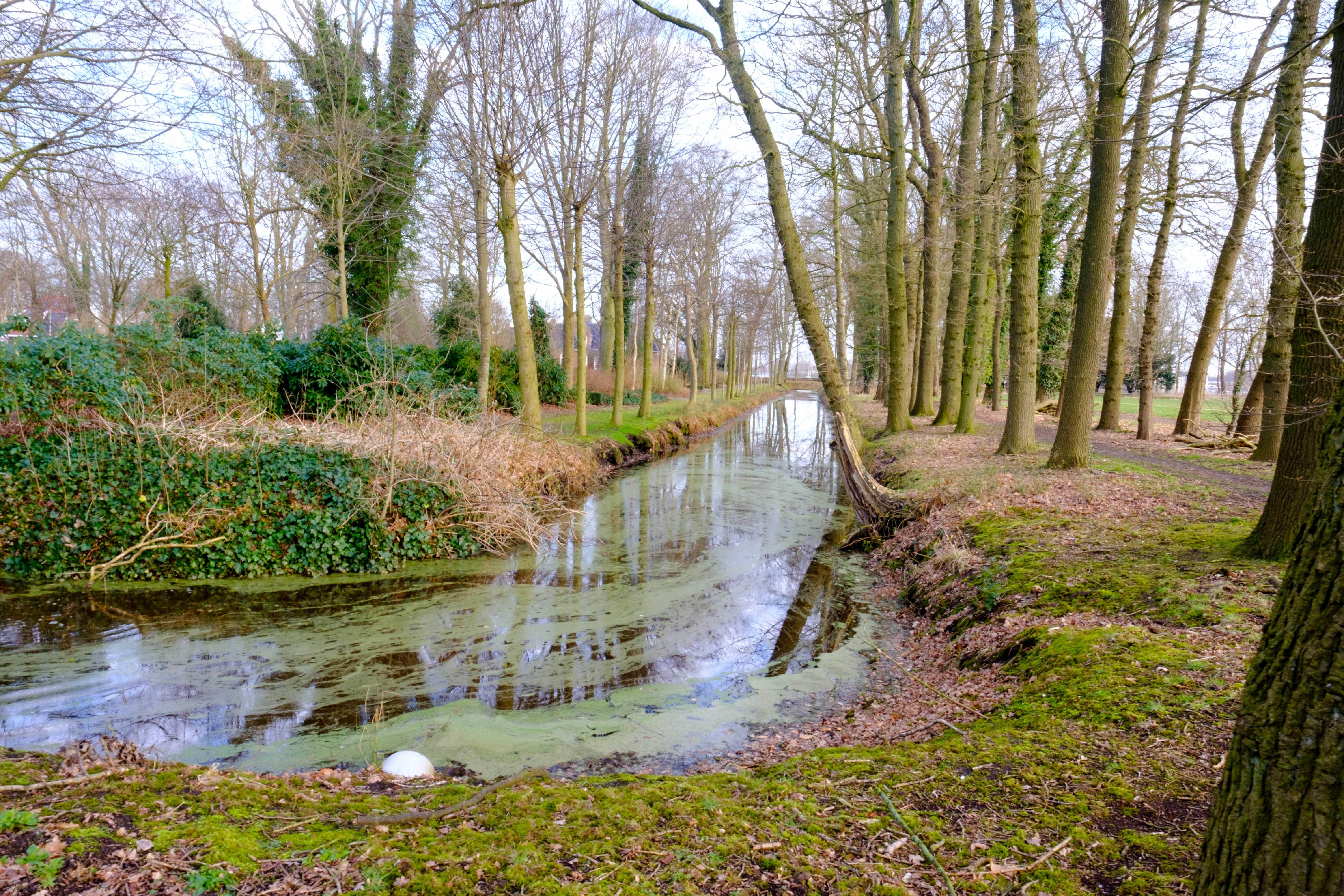
Buitengracht (links) en omringende pad (rechts)
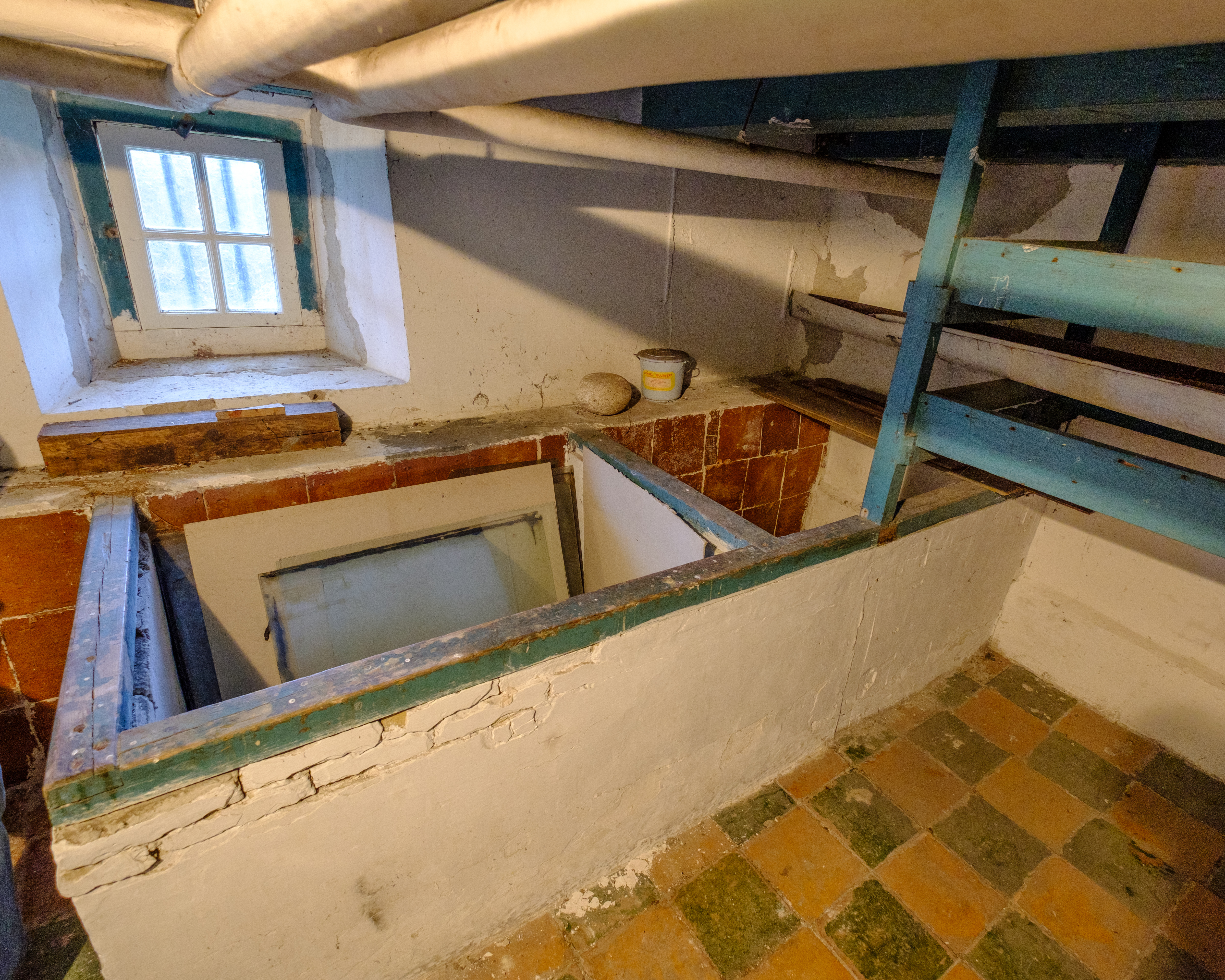
Voormalige pekelbakken in de kelder
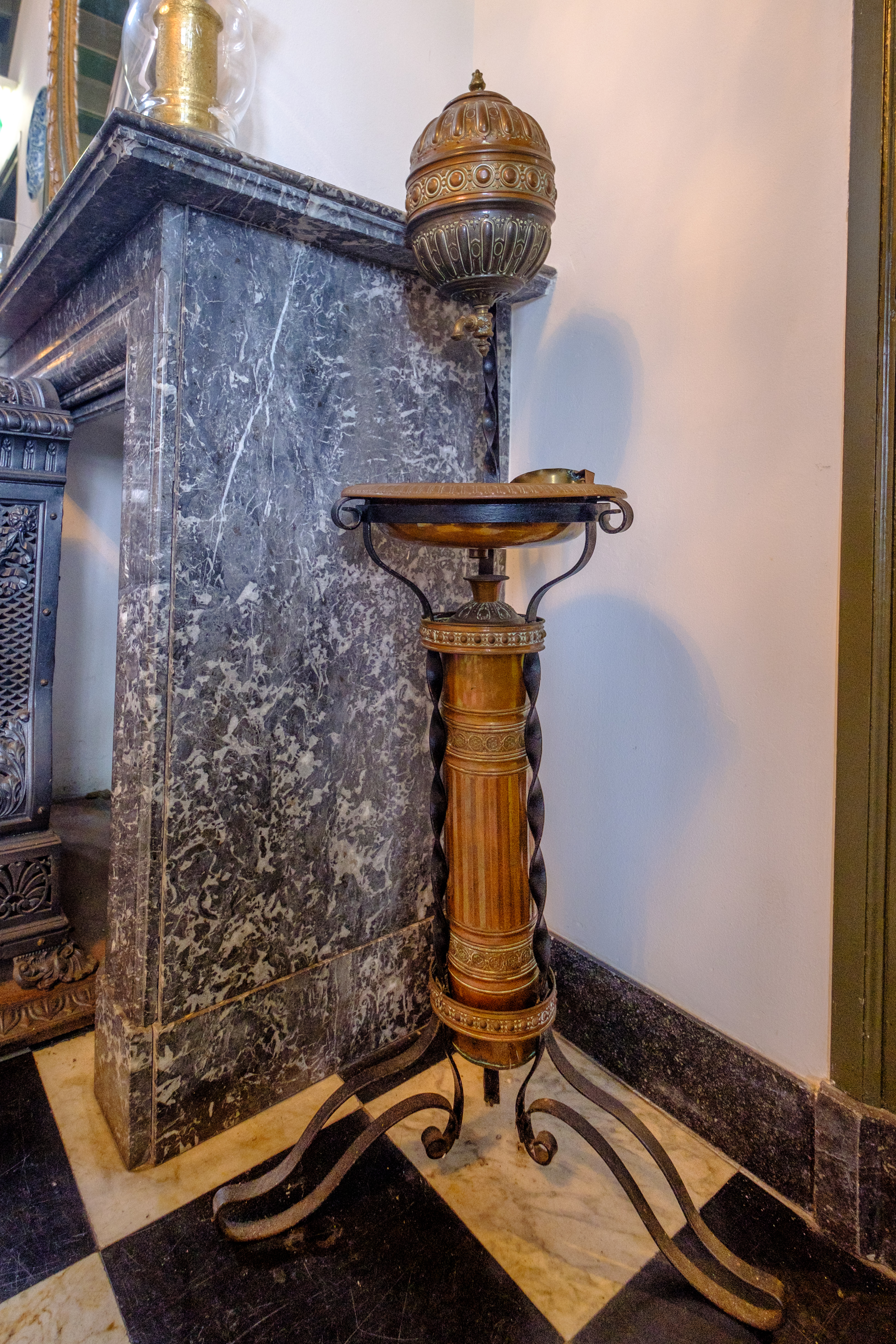
Gangfonteintje bij de entree

## Geschiedenis

### Ontstaan
In 1628 begon de stad Groningen met de ontsluiting van de venen rondom achtereenvolgens het drooggelegde Sappemeer en het Kleinemeer. Dit werk werd uitbesteed aan verschillende veencompagnieën. In 1647 richtten stadjers waaronder Adriaan Geerts Wildervanck, Haicko en Jacob Haijckens en Jan Cornelis Spiel de Groninger Borger Compagnie op voor de ontginning van het Kleinemeer evenwijdig aan het nieuw gegraven hoofddiep langs het huidige Borgercompagnie naast een concessie van de Oude Friesche Compagnie (nu Kalkwijk). Aan westzijde werd het Compagniehuis gebouwd voor de administratie en het toezicht op de ontsluitingswerkzaamheden. In 1655 werd een strook langs het Kleinemeersterdiep gesplitst in 13 heemsteden, waaronder een aan westzijde waar later veenborg Woelwijk zou verrijzen en een aan oostzijde voor een nieuwe hofstede met de naam Welgelegen. De stichter van de veenborg was Jan Cornelis Spiel.
Welgelegen werd gebouwd als een dwarshuis met twee trapgevels en een torentje in het midden. Achter het huis werd een grote siertuin aangelegd op het zuiden. Het gehele terrein werd omsloten door een brede boomsingel en een gracht. De verbinding met de door Kleinemeer lopende hoofdweg werd verzorgd door een vaste boogbrug over het Borgercompagniesterdiep. Vermoedelijk diende het net als de meeste veenborgen alleen als zomerverblijf.

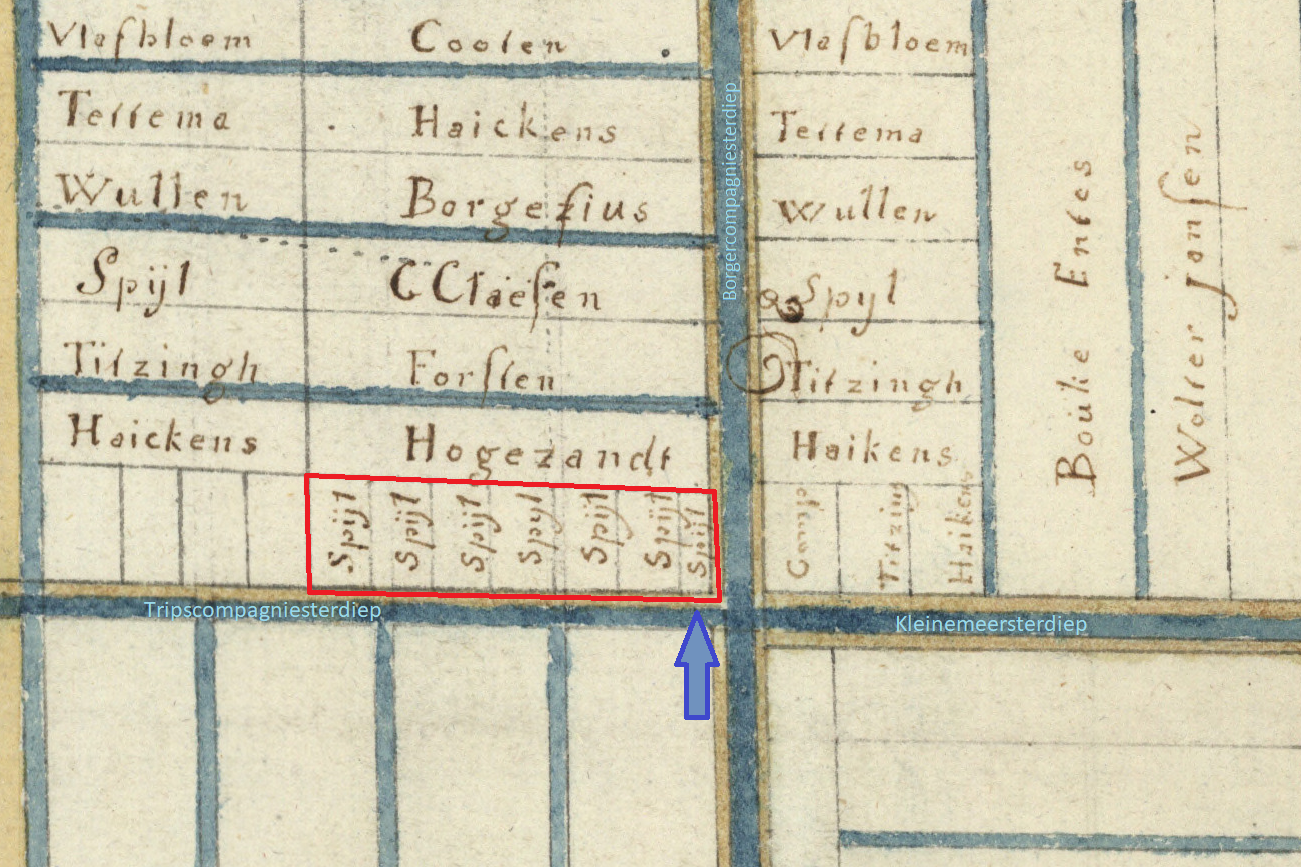
Fragment van een kaart van landmeter Jan Lubberts uit 1662 met de percelen van Spiel met de locatie van Welgelegen. Het noorden is onder.
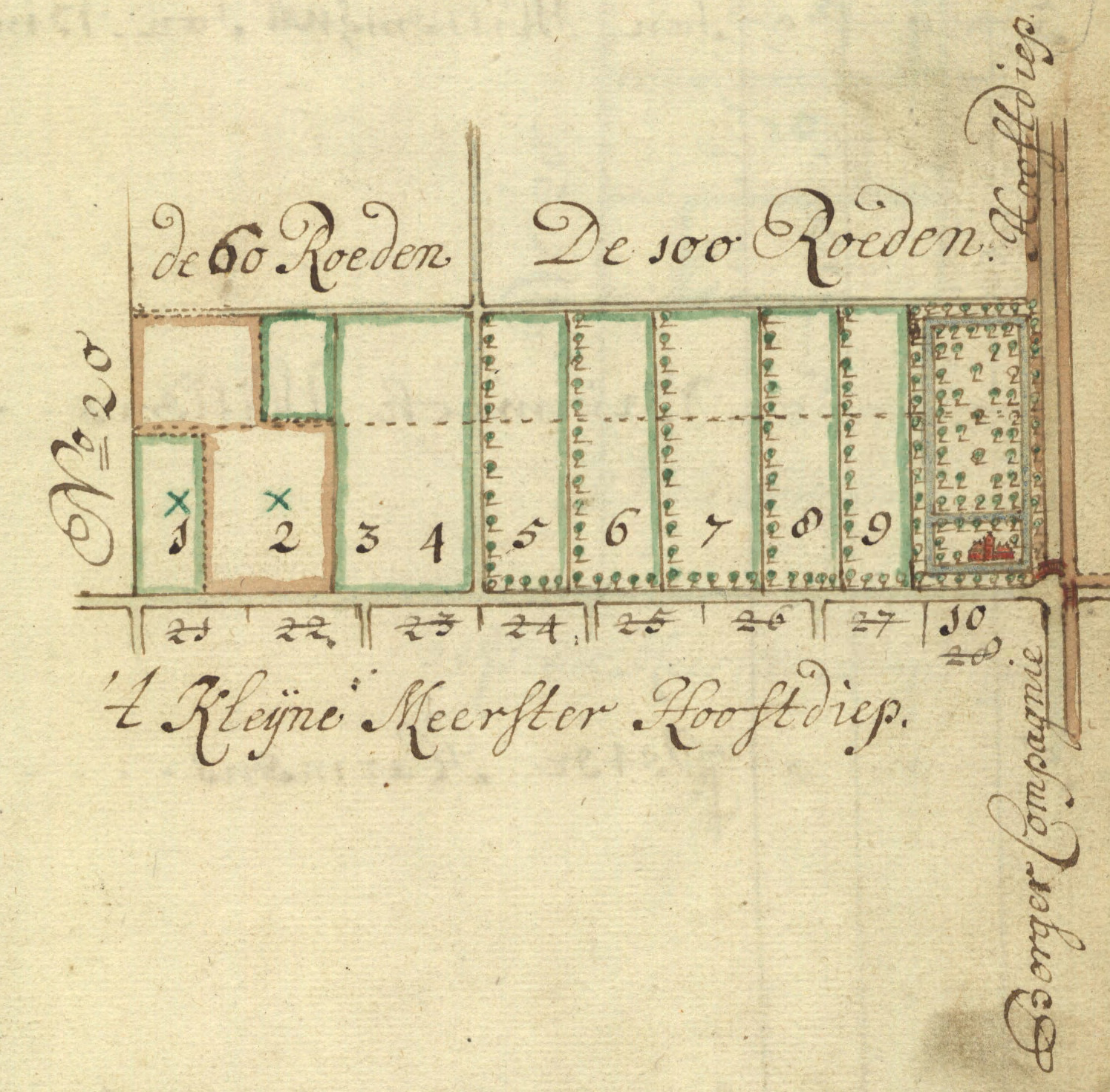
Fragment van een kaart van Jannes Tideman uit 1691 met de percelen met rechts het perceel met Welgelegen.
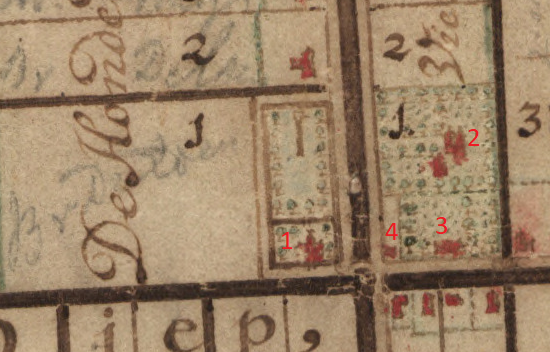
Fragment van een kaart van Tideman uit 1721 met links Welgelegen (1), rechts Woelwijk (2) met bijbehorend schathuis (3) en tussen beide veenborgen het oude Compagniehuis (4)

### Bewoners
Na het overlijden van Spiel in 1692 ging het huis over in handen van Johannes Vertier Stoltz, een kleinzoon van zijn tweede vrouw Margreta van Ewsum. Stoltz verfraaide het landgoed aanzienlijk en breidde het landbezit uit. Voor het landbouwbedrijf was al in 1681 een schuur gebouwd met een 'camer' voor de meier. Stoltz was advocaat en ontvanger van de predikantgoederen en boekhouder van het Burgerweeshuis en het Fraterhuis. Wegen een kastekort werd hij echter eveneens in 1692 ontslagen en werd vervolgens achtervolgd door schuldeisers. Dit leidde er slechts drie jaar na zijn vestiging toe dat Welgelegen op 16 mei 1695 'bij brandende keerse' (executieveiling) in het Wijnhuis aan de Grote Markt voor 3500 Carolusgulden werd verkocht aan Jan Roberts Hij stierf echter al een maand later, waarop zijn weduwe het buitengoed in augustus 1695 doorverkocht aan Bentheimer Johan Lohman, die onder andere getrouwd was met Bouwijna Coenders (van Helpen). Lohman was eerste ambtman van het Gorecht en (tegen wil en dank) boekhouder van de Nieuwe Kerk en zou later achtereenvolgens carrière maken als lid van de Raad van State en provinciaal rekenmeester. Hij verkocht het goed in 1730 aan de katholieke bierbrouwer Albertus Boelens, die echter permanent in de stad woonde. Het huis werd in die jaren steeds bouwvalliger.
Op 13 juli 1736 verkocht Boelens de veenborg voor 4300 Carolusguldens aan de jonge graaf Carl Friedrich von Wartensleben en zijn vrouw Wendelina Cornera Alberda (van Menkema), die het 'cavalje' (bouwval) sterk verbouwden (mogelijk zelfs volledig herbouwden), waarbij het waarschijnlijk grotendeels haar huidige aanzicht kreeg met twee sierlijke topgevels. Ook liet het echtpaar de tuin verder verfraaiden in rococostijl. Waarschijnlijk waren zij het die zichtassen op het omringende landschap creëerden door het graven van twee langgerekte vijvers volgens de principes van het grand canal omzoomd door bloemperken en een rosarium. Heggen werden opgehouden met takkenbossen. Mogelijk liet hij ook een sterrenbos naast het huis aanleggen, maar dit kan ook door zijn opvolger Star Lichtenvoort zijn gedaan. Achter dit sterrenbos bevond zich nog een tuin. Ervoor stond aan de weg een schathuis. Von Wartensleben woonde er permanent met zijn vrouw, maar door zijn functie als militair en de vele oorlogen was hij slechts weinig op Welgelegen. Na de dood van zijn vrouw in 1746 zette hij het geheel te koop.
Op 24 maart 1747 kocht luitenant-kolonel Wilhelmus Lichtenvoort in 'De Gouden Roemer' te Groningen het goed voor slechts 3000 Carolusguldens. Lichtenvoort ging na zijn militaire dienst permanent op Welgelegen wonen en was werkzaam in de turfgraverij en de landbouw. Hij bezat een aantal tufschuren en veenlanden met behuizingen in Harkstede en Scharmer en twee landerijen in Kolham en Kropswolde. Op zijn verzoek kwam zoon Cornelis Star Lichtenvoort in 1766 met zijn vrouw Maria Kock over uit Curaçao (plantage Rozentak) om op de veenborg te gaan wonen. Ook nam Cornelis twee van zijn donkere bedienden mee (Louis Alons en diens moeder Sambo). Hij liet aan achterzijde van de veenborg twee kamers met een keuken aanbouwen. Volgens Schutter werden hiervoor stenen van de vroegere veenborg Woelwijk gebruikt, maar dit is slechts een vermoeden. Cornelis was kantonrechter in Hoogezand en vertrok later met zijn gezin naar het huis van zijn moeder in Groningen. In de onrustige jaren van de Franse Revolutie trok Star Lichtenvoort zich echter weer terug op Welgelegen. Cornelis was net als zijn nazaten een invloedrijk man binnen de hervormde gemeente van Sappemeer en maakte zich als kerkvoogd sterk voor het herstel van het dak van de vervallen Koepelkerk in 1791, die net als de veenborg in 1655 was gebouwd. De familie bezat ook een herenbank met daarin de familiewapens van Star en Lichtenvoort. Zijn zoon Willem Cornelis Star Lichtenvoort was aanvankelijk rechter in Winschoten, maar toen hij zijn vader opvolgde als kantonrechter in Hoogezand ging hij in 1826 samen met zijn vrouw Sjoerdtje Wierdina Star Lichtenvoort op Welgelegen wonen. Na de dood van zijn vader verkocht hij in 1834 de landerijen in Kleinemeer, Engelbert, Harkstede en Scharmer (ongeveer 310 hectare). Hij was tevens houtvester en liet het sterrenbos kappen, waarvan hij de bomen verkocht op houtveiligen in 1841 en 1847 (respectievelijk 153 en 251 bomen). In 1849 overleed hij en het jaar erop ging Welgelegen over op zijn oudste zoon Cornelis Star Lichtenvoort. Deze was weinig begaafd en was vooral geïnteresseerd in paarden. Hij overleed in 1861 op 43-jarige leeftijd, waarna zijn weduwe Christina Jacoba Wijckerheid Bisdom hertrouwde met zijn neef Cornelis Star Nauta (van Rikkerda). Zijn schoonmoder Sjoerdtje Wierdina Star Lichtenvoort verkocht in 1864 het huis aan het echtpaar. Uit de boedelbeschrijving blijkt dat er toen onder andere een turfschuur, landbouwschuur, duiventil en een rijtuigenstalling bij hoorde. In het schathuis bevond zich een druivenkas. Cornelis hield zich hoofdzakelijk bezig met de landbouw en kweekte uitheemse planten, waaronder de gunnera's waarmee hij afgebeeld staat op een foto. Hij was gemeenteraadslid en kwam als zodanig regelmatig in aanvaring met de lokale socialisten die vonden dat hij als rijke heer (een van de hoogst aangeslagen in het dorp) zijn personeel slecht behandelde. In 1876 overleed zijn vrouw en in 1900 ook hijzelf zonder kinderen achter te laten. Verre bloedverwanten erfden daarop de borg en verkochten deze vervolgens aan hereboer Aeilko Edzes die er op een boerderij schuin tegenover woonde en het eigenlijk alleen om de bijbehorende landerijen te doen was. Hij verhuurde het huis aan Gezinus Johannes Steenbeek, die tekenleraar was aan de RHBS. Hij liet de vijvers dempen en de bomen (eiken en lindes) verkopen tijdens twee boeldagen in 1901 en 1906.

### Verval en herstel

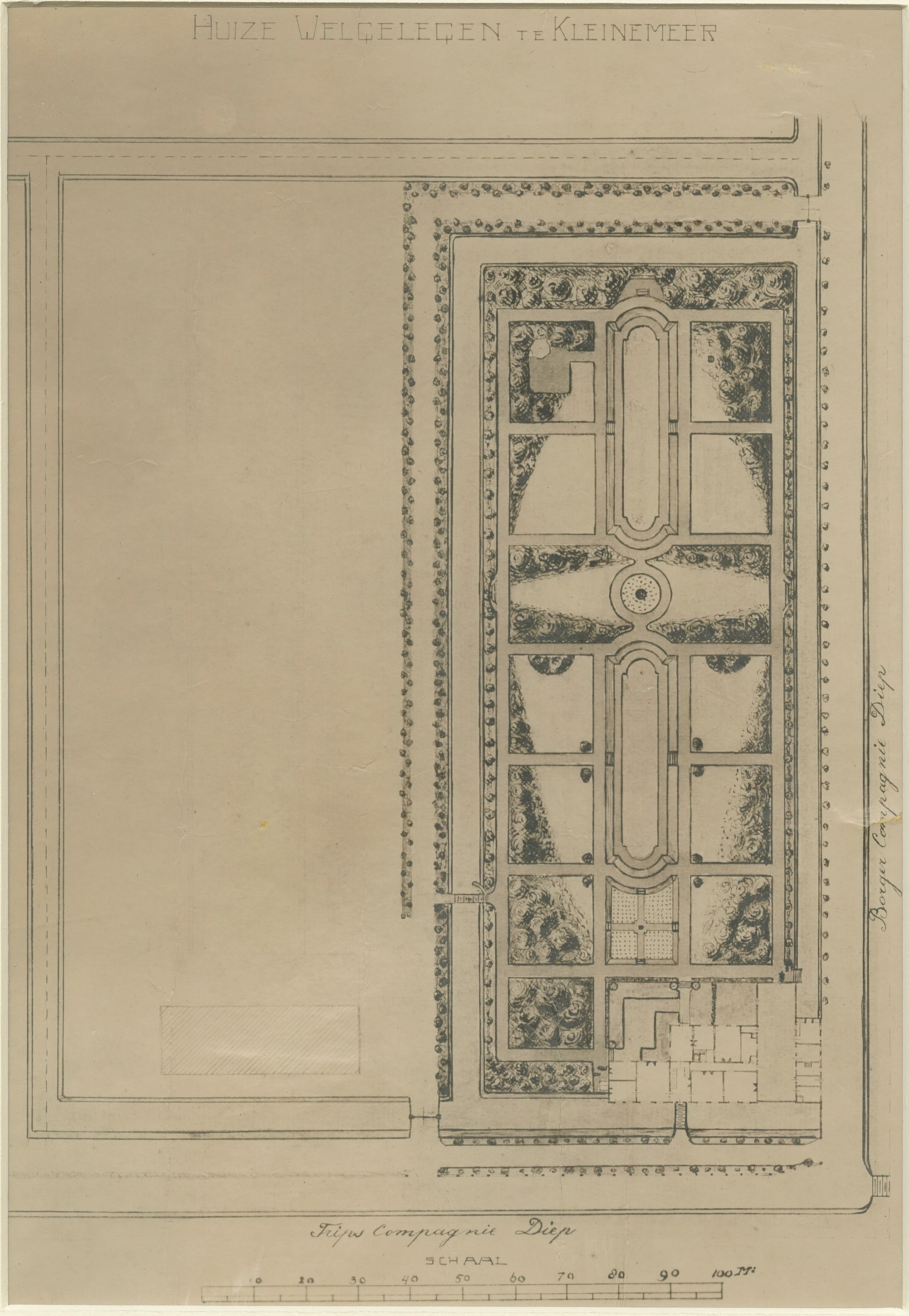
Plattegrond van de tuin (en aangrenzend perceel) die vermoedelijk gebruikt is door Star Numan voor het herstel van de tuin. Het noorden is onder.

Bij het aanbreken van de Eerste Wereldoorlog werd het huis tijdelijk ingericht voor de huisvesting van Belgische vluchtelingen. Het was toen reeds sterk vervallen. In 1916 werd het geheel 'op afbraak' te koop gezet. Cornelis Alexander Star Numan, een telg uit het geslacht Numan, kon niet aanzien dat dit vroegere familiegoed zou worden afgebroken en kocht het vervolgens om het te redden van sloop. Hij stak veel geld in het herstel van Welgelegen, dat hij weer in de stijl van de glorietijd van ongeveer 1740 liet inrichten. Ook liet hij de tuin volledig herstellen in de stijl van de neobarok: de vijvers werden weer uitgediept, perken werden opnieuw aangelegd en omzoomd met buxus en bomen en heesters werden opnieuw aangeplant. Het tweelaagsbijgebouw aan westzijde werd door hem verlaagd tot 1 bouwlaag en de veenborg zelf liet hij aan buitenzijde ontpleisteren. Hij liet de resultaten vastleggen in een aantal foto's. Star Numan was ongetrouwd en woonde reeds in het Hinckaertshuis. Hij verhuurde het goed daarom in 1917 aan zijn zus Catharina Cornelia Star Numan. Zij was gehuwd met Evert Jan Thomassen à Thuessink van der Hoop van Slochteren die toen burgemeester van Sappemeer was. Toen hij in 1925 burgemeester van Slochteren werd, verhuisde het paar weer naar de Fraeylemaborg, waar ze daarvoor ook al gewoond hadden. Het huis werd vervolgens verhuurd aan burgemeester van Sappemeer Henk Eikema, die echter al in 1927 plotseling overleed. Mogelijk werd het huis vanaf 1928 verhuurd aan Johannes Jurgens die vanaf dat jaar werkzaam was als griffier bij het kantongerecht in Zuidbroek, maar toen al in Sappemeer woonde. Bij zijn vertrek in 1941 werd Welgelegen namelijk wel als zijn woning aangegeven. Tussentijds overleed Cornelis in 1936 en kreeg zijn zus Catharina Welgelegen in eigendom. Zij probeerde gedurende de rest van haar leven een goede herbestemming voor de veenborg te vinden, hetgeen echter pas 30 jaar later lukte.

### Verpleeginrichting

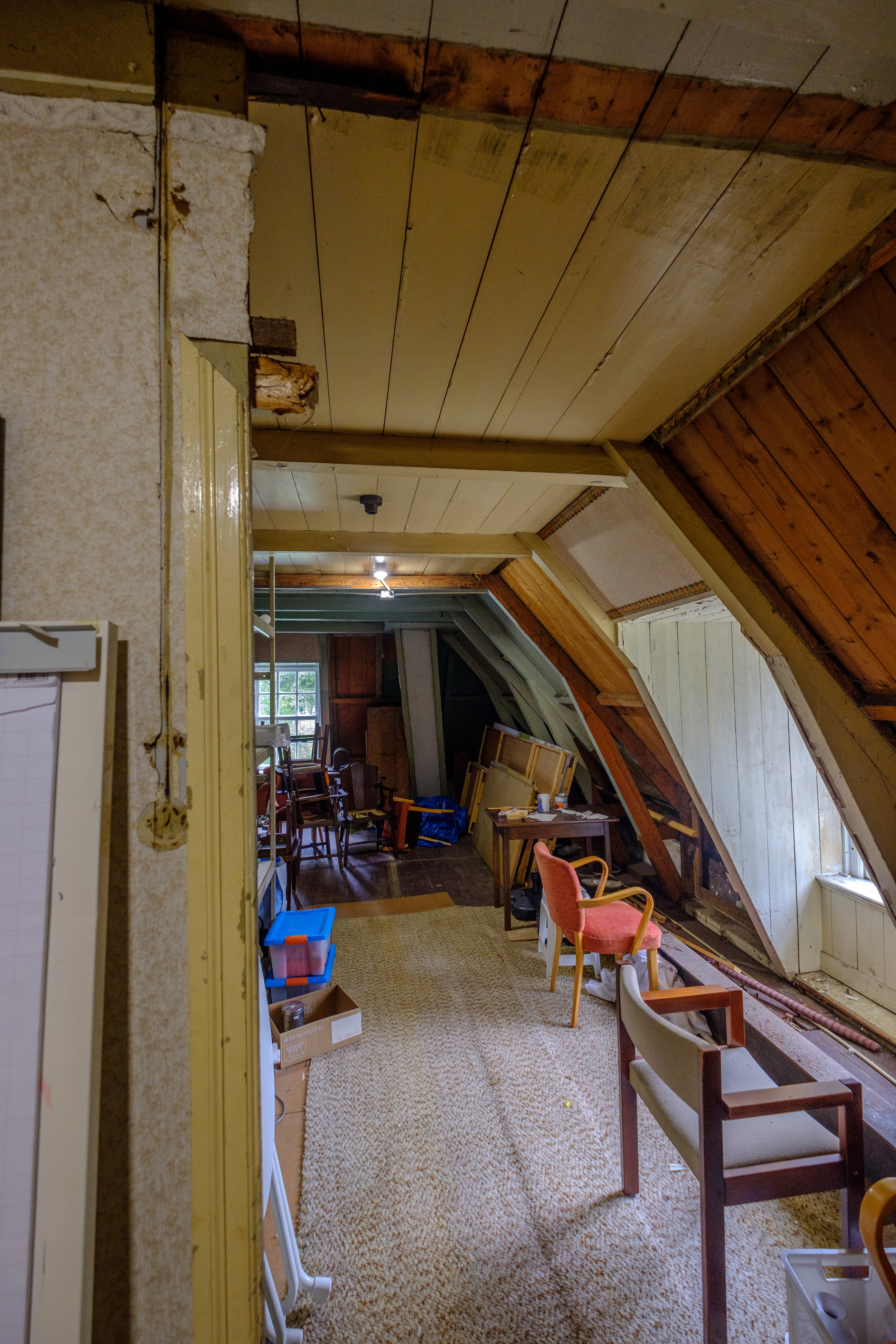
Oud behang en een voormalige deurpost op de verdieping verwijzen nog naar het verleden als verpleeghuis

In 1944 was er volgens een krantenbericht een 'noodverpleeghuis' in Welgelegen gevestigd. Het toen reeds bouwvallige huis werd vervolgens vanaf 1948 verhuurd aan de vereniging 'Morgenlicht' om dienst te doen als verpleeginrichting van ouden van dagen. Daartoe werd het huis intern verbouwd om meer bewoners te kunnen herbergen. Begin jaren 1960 woonden 28 mensen in dit pension, waaronder ook een aantal mensen met een verstandelijke beperking. Het vervallen huis was er volstrekt niet geschikt voor en in 1961 begon de gemeente dan ook met een dossier tegen de leiding en probeerde ook Catharina als eigenaar aan te zetten tot actie. Deze wachtte echter af in de hoop op een monumentstatus om te voorkomen dat eventuele plannen voor een nieuwe uitbouw voor een doelmatigere opvang van de cliënten konden worden uitgevoerd. De zorginstelling bouwde vervolgens het aantal cliënten af tot 11 in 1962. Gedeputeerde Staten van Groningen besloot echter dat het welletjes was geweest en verbood de instelling om het gebouw in 1963 nog te gebruiken als zorginstelling. Dit verbod werd door de instelling en Catharina echter genegeerd. Pas toen in 1964 een patiënt wegliep en een maand later dood in een tarweveld in de buurt van het huis werd gevonden, was de maat vol. De instelling werd gesloten en de laatste patiënten werden herplaatst. De inboedel werd in september 1965 door de gerechtsdeurwaarder verkocht.

### Odd Fellows
Begin jaren 1960 was het schathuis reeds gesloopt. Het huis zelf verkeerde in slechte staat en de tuin was volledig overwoekerd. In 1965 wisten de lokale (mannen)loge John Welch en (vrouwen)loge Stuwkracht Rebekkah van de Odd Fellows het pand over te kopen van de erfgenamen van de inmiddels overleden Catharina. Zij maakten zich hard voor het herstel van de veenborg en bijbehorende tuin. In 1966 deed het bestuur een eerste verzoek voor een subsidie om het pand te kunnen herstellen. Met subsidies van de gemeente Hoogezand-Sappemeer, de provincie en het Ministerie van Cultuur, Recreatie en Maatschappelijk Werk kon het landgoed geheel worden gerestaureerd. Deze subsidies konden mede worden verstrekt doordat het pand inmiddels als monument was aangewezen. De kosten van het herstel bedroegen ongeveer 600.000 gulden en het herstel stond onder leiding van Odd Fellows-lid en architect J.J. Smith uit Uithuizen. Het huis werd vooral inpandig verbouwd, waarbij de verbouwingen uit de tijd van het bejaardentehuis ongedaan gemaakt werden en vergaderzalen en een tempel voor de mannen- en vrouwenloges werden ingericht. Het achterhuis kreeg een woonbestemming. In 1967 werd het huis geopend. De tuin werd vanaf 1968 aangepakt met de inzet van mensen via de GSW-regeling (gemeentelijke sociale werkvoorzieningregeling).
Omdat het onderhoud aan de tuin steeds zwaarder viel en er schade aan de tuin ontstond als gevolg van stormen besloten de Odd Fellows in 2017 om het eigendom van de veenborg over te dragen in handen van de stichting Het Groninger Landschap met behoud van het recht om het als verenigingshuis te mogen blijven gebruiken. Het Groninger Landschap maakt zich sterk voor het herstel en openstellen van de tuin voor bezoekers. In 2021 werd de tuin hersteld, waarbij de barokke structuur als uitgangspunt werd genomen.

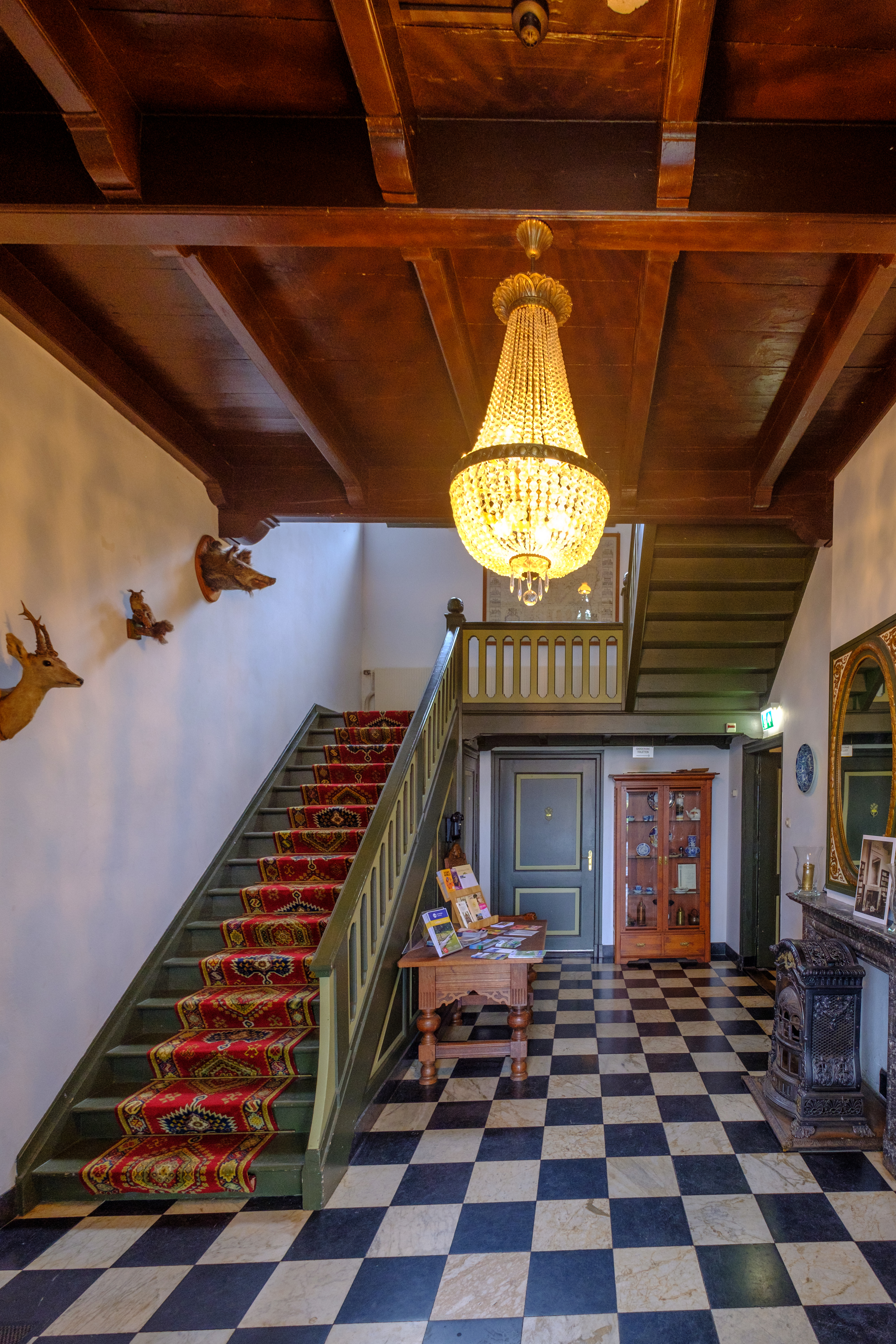
Ingangspartij met links de trap en rechts een 18e-eeuwse schouw uit de stad Groningen
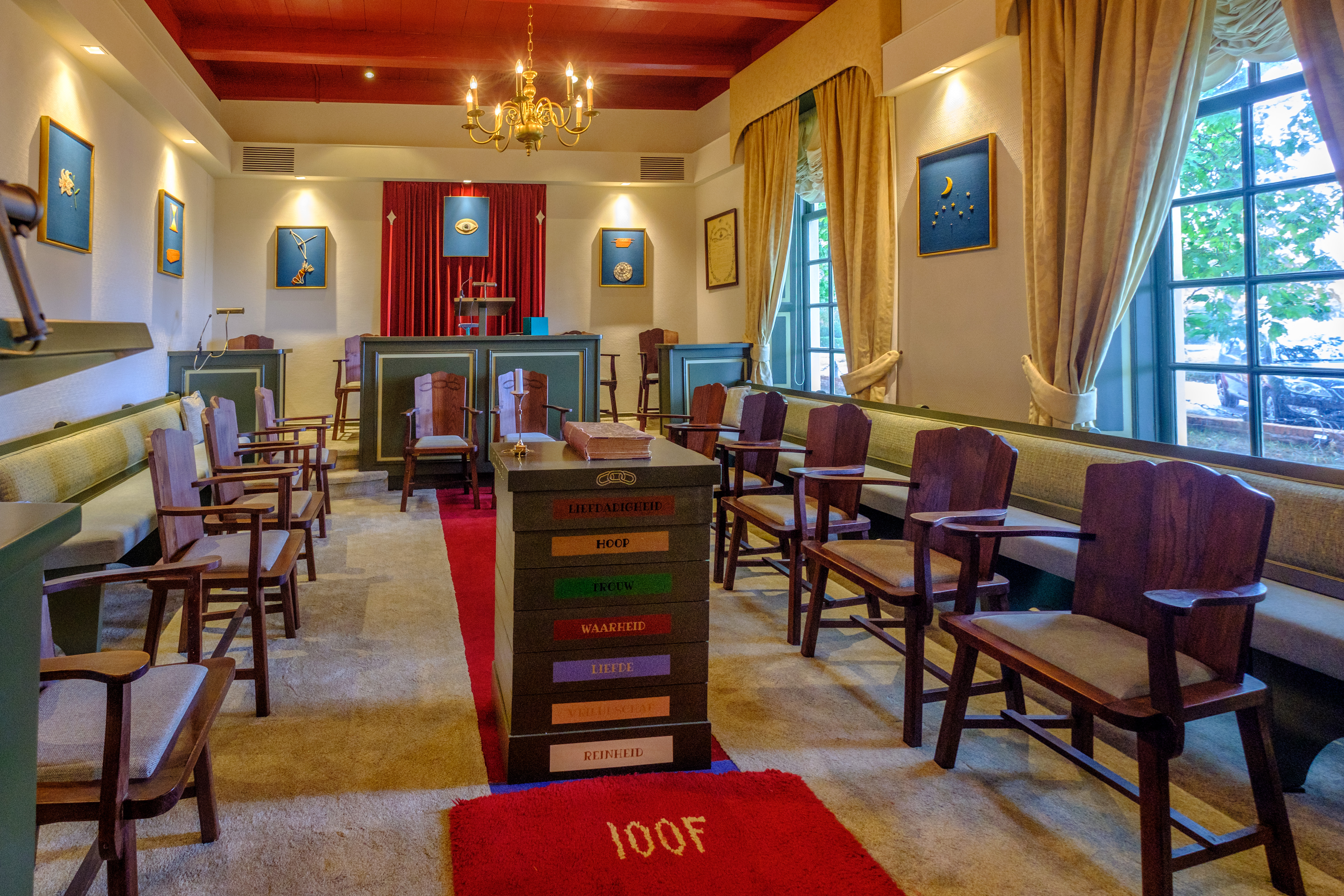
Logezaal van de Odd Fellows
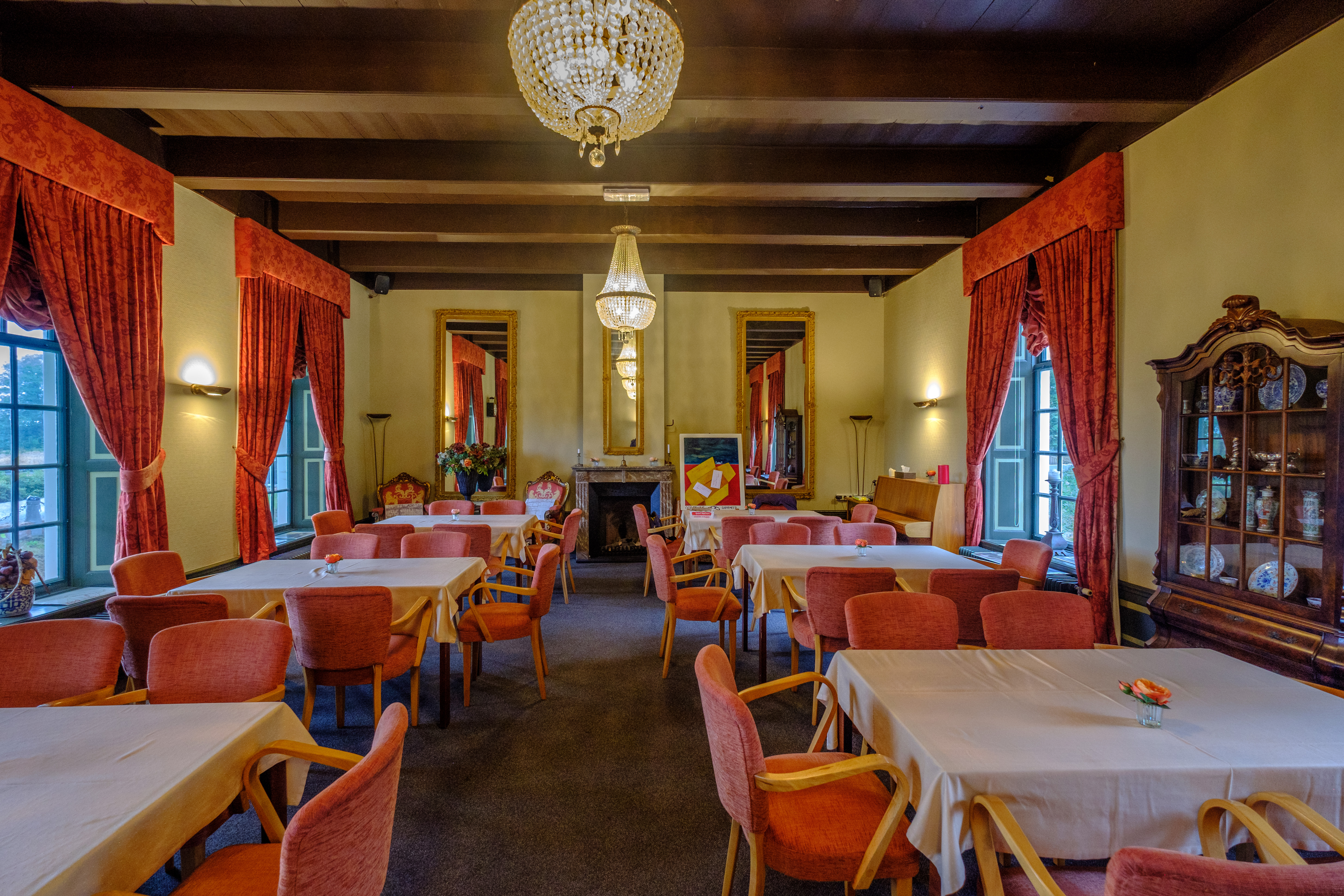
Ontmoetingsruimte

Allersmaborg (Ezinge) · Breedenborg (Warffum) · Coendersborg (Nuis) · Ekenstein (Tjamsweer) · Ennemaborg (Midwolda) · Ewsum (Middelstum) · Fraeylemaborg (Slochteren) · Huis te Glimmen (Glimmen) · Menkemaborg (Uithuizen) · Nienoord (Leek) · Piloersemaborg (of Hamsterborg) (Den Ham) · Rensumaborg (Uithuizermeeden) · Rusthoven (Tjamsweer) · Vaartwijk (Westerbroek) · Verhildersum (Leens) · Vliethoven (Delfzijl) · Welgelegen (Kleinemeer) · Huis te Wedde (Wedde) 
 Steenhuis: Iwema-steenhuis (Niebert)
Zie ook: Lijst van voormalige borgen · Kaart van Theodorus Beckeringh · tichelborg · veenborg